# Parque Quase-Nacional Akiyoshidai
O Parque Quase-Nacional Akiyoshidai é um parque quase-nacional localizado na prefeitura japonesa de Yamaguchi. Estabelecido em 1 de novembro de 1955, tem uma área de 4 502 hectares.